# 中西信太郎
中西 信太郎（なかにし のぶたろう、1903年4月26日 - 1976年6月3日）は、日本の英文学者、京都大学名誉教授。
京都府生まれ。京都帝国大学英文科卒業。京都女子高等専門学校教授などを経て1934年京都帝大文学部助教授、1949年京大教授。1967年定年退官、名誉教授、関西大学教授、甲南女子大学教授。
シェイクスピアの「ソネット集」を完訳した。
園部高等学校の校歌の作詞も手がけた。

## 著書
- ウィッチャリ 研究社英米文学評伝叢書 研究社 1935
- ハムレット 弘文堂 1939（教養文庫）
- シェイクスピア序論 研究社 1948
- ハムレット 序説 研究社出版 1950
- 英米文学手帖 創元社 1952（創元手帖文庫）
- シェイクスピア批評史研究 あぽろん社 1962
- シェイクスピア記念日 あぽろん社 1967
- シェイクスピアの世界 英宝社 1967

## 共著
- 英文解釈の方法 角倉康夫 中央図書出版社 1962
- 英作文の方法 角倉康夫、斉藤裕 中央図書出版社 1963
- 英文解釈の基礎 角倉康夫、斎藤裕 中央図書出版社 1964.5
- 熟語・構文英文解釈問題 茂成喬、斎藤裕 改訂版 中央図書出版社 1965.5

## 翻訳
- シェイクスピアの悲劇 ブラッドレー 岩波文庫（上下） 1939　度々復刊
- ヘンリ・ライクロフトの私記 ギッシング 新潮文庫 1951 のち改版
- トーノ・バンゲイ H・G・ウエルズ 岩波文庫（上下）1953-1960 度々復刊
- シェイクスピア詩集 ソネットとソング 英宝社 1973
- ソネット集 英宝社 1976
- 中西英詩選 第1集 編註 英宝社 1995.2